# Cerastium argenteum
Cerastium argenteum är en nejlikväxtart som beskrevs av Friedrich August Marschall von Bieberstein. Cerastium argenteum ingår i släktet arvar, och familjen nejlikväxter. Inga underarter finns listade i Catalogue of Life.